# Miyakonojō (Miyazaki)
Miyakonojō (都城市 Miyakonojō-shi?) es una  ciudad localizada en la prefectura de Miyazaki, Japón.

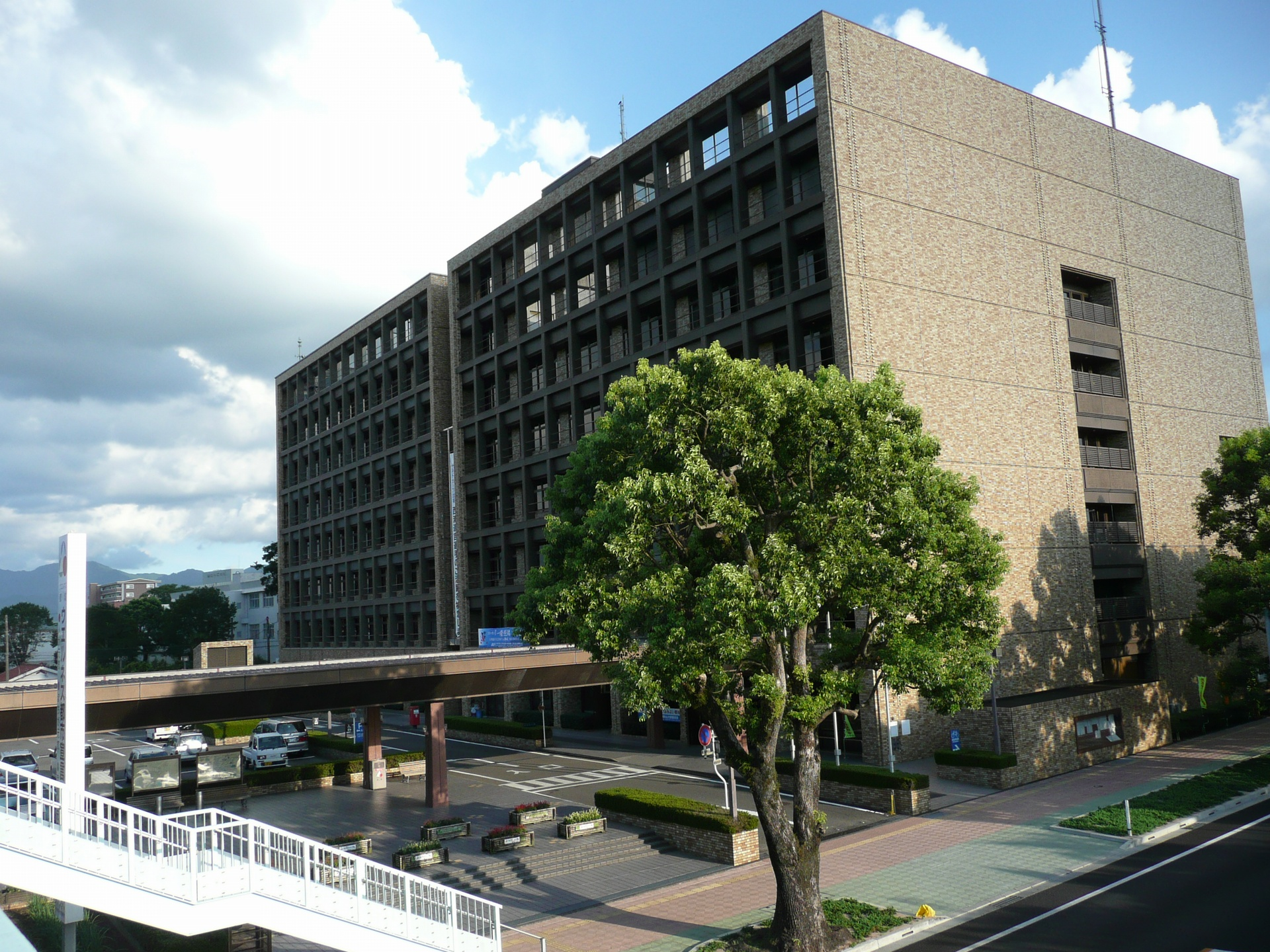
Edificio en la ciudad de Miyakonojō.

La ciudad fue fundada el 1 de abril de 1924. El 1 de enero del 2006 los pueblos de Tasajo, Takazaku, Yamada y Yamanokuchi se unieron a la ciudad. La población estimada para este 2008 es de 169,384, con una densidad poblacional de 259 habitantes por km². La ciudad abarca un área de 653.31 km², lo que la convierte en la ciudad más grande de la prefectura.

## Problemas Actuales
Miyakonojō está experimentando problemas en el descenso de la población, el cual puede ser originado por la migración existente hacia Tokio, Osaka y otras ciudades principales. Diversas ciudades de la prefectura de Miyazaki enfrentan este mismo problema. Muchas escuelas están programadas para ser cerradas debido al descenso en el número de niños que asisten a estas.

## Clima
Miyakonojō tiene un clima más templado que otras ciudades en Miyazaki. La temperatura promedio es de 16 °C y llueve menos que en la ciudad de Miyazaki. El clima de esta área está influenciada por su proximidad a las montañas.

## Historia
En el Período Heian, Miyakonojō se convirtió en un señorío próspero. En 1185, Shimazu Tadahisa se convirtió en el jitō de Miyakonojō y esta fue conquistada por la familia Shimuza. En el Periodo Edo así como en el Período Muromachi, la familia Hōryō controló el área. Después de la Guerra Boshin, se convirtió en una de las ciudades que abolieron el sistema han. En 1871 se convirtió en prefectura por un periodo de un año.

## Industria
Muchos de los habitantes de Miyakonojō son granjeros. Producen Arctium lappa, carne y pimiento. En Miyakonojō también se realiza la manufactura de artículos para granjas.
Miyakonojō también es famosa por producir los arcos tradicionales japoneses ya que el bambú es abundante en el área.

## Escuelas
Miyakonojō cuenta con 35 primarias y 19 secundarias.

## Habitantes Famosos
- Tomoji Tanabe (田鍋友時), la persona más vieja del mundo en el 2007, nació y vivió en Miyakonojō. Falleció el 19 de junio de 2009 presumiblemente siendo el hombre más longevo del planeta.[4]
- Jūzō Yamasaki (やまさき十三), el mangaka nació en Miyakonojō.

## Ciudades cercanas
- Miyazaki
- Nichinan
- Kushima
- Mimata
- Takaharu
- Nojiri
- Soo
- Kirishima
- Shibushi